# Chilton (Oxfordshire)
Pour les articles homonymes, voir Chilton.
Chilton est une paroisse civile et un village de l'Oxfordshire, en Angleterre.